# 篠原停留場
篠原停留場（しのはらていりゅうじょう）は、高知県南国市篠原にあるとさでん交通後免線の路面電車停留場。

## 歴史
篠原停留場は1911年（明治44年）、とさでん交通の前身土佐電気鉄道によって大津停留場（廃止、領石通停留場を参照）から後免中町通停留場までの区間が開通したのに合わせて開業した停留場である。

### 年表
- 1911年（明治44年）1月27日：土佐電気鉄道の停留場として開業[1]。
- 2014年（平成26年）10月1日：土佐電気鉄道が高知県交通・土佐電ドリームサービスと経営統合し、とさでん交通が発足[2]。とさでん交通の停留場となる。

## 停留場構造
篠原停留場は後免線の専用軌道区間にあり、軌道は道路から独立している。ホームは2面あり、東西方向に伸びる2本の線路を挟み込むように配置される。ただし互いのホーム位置は東西方向にずれていて、東にはりまや橋方面行きのホーム、西に後免町方面行きのホームがある。

## 停留場周辺
停留場の北を土讃線が東西に走る。後免線の軌道は当停留場から後免西町停留場まで専用軌道となる。
- 春喜神社
- 国道195号
- 篠原バス停

## 隣の停留場
とさでん交通
後免線
住吉通停留場 - 篠原停留場 - 小篭通停留場